# 竹内京治
竹内 京治（たけうち きょうじ、1887年（明治20年）12月17日 - 1966年（昭和41年）12月11日）は、日本の政治家、新聞記者。第10-12代岡崎市長（3期）、愛知県会議員（1期）、岡崎市会議員（2期）、東海市長会長、愛知県市長会長などを歴任した。

## 経歴

### 新聞社経営

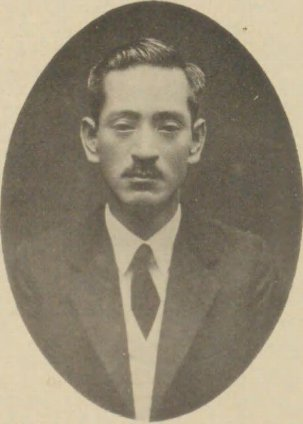
『岡崎朝報』社主時代の竹内京治

愛知県宝飯郡赤根村（現・豊川市御津町赤根）生まれ。トヨタ自動車工業会長を務めた花井正八は甥。幼少時代を男川村大字大平（現・岡崎市大平町）の薮田家で過ごした。1905年（明治38年）3月、東京中学校（現・東京高等学校）卒業。一年志願兵として騎兵第25連隊に入隊。除隊後、日刊新聞『岡崎朝報』初代社長の竹内竹五郎の娘と結婚、それとともに竹内家の養子となる。
1915年（大正4年）4月1日、『岡崎朝報』の社主となる。昭和初期には、民政党系の『三河日報』、中立系の『新三河』とならび政友会支持の論陣をはり、岡崎市における三紙鼎立時代をきずいた。1921年（大正10年）から1933年（昭和8年）までの13年間、岡崎朝報社は全三河オリンピック大会を主催し地域の文化育成にも努めた。なお岡田撫琴の『三河日報』は労働争議にまつわる傷害事件（いわゆる三河日報事件）がきっかけで労組が壊滅状態になり、1935年（昭和10年）2月に廃刊となった。社会主義運動に身を捧げた部下の榊原金之助が獄中で転向し、1935年（昭和10年）10月に刑を終えて復帰。やがて榊原は『岡崎朝報』の編集長となった。
1940年（昭和15年）10月30日、『新三河』は特高の勧告に応じて廃刊。しかし表面上は『岡崎朝報』への吸収合併という形をとり、11月1日付で『岡崎朝報』は『三河新聞』と改称した。1941年（昭和16年）12月13日に新聞事業令が公布され、一県一紙の国策により1942年（昭和17年）7月30日に『三河新聞』も廃刊となる。竹内は最後まで同紙の経営にあたった。

### 政界へ

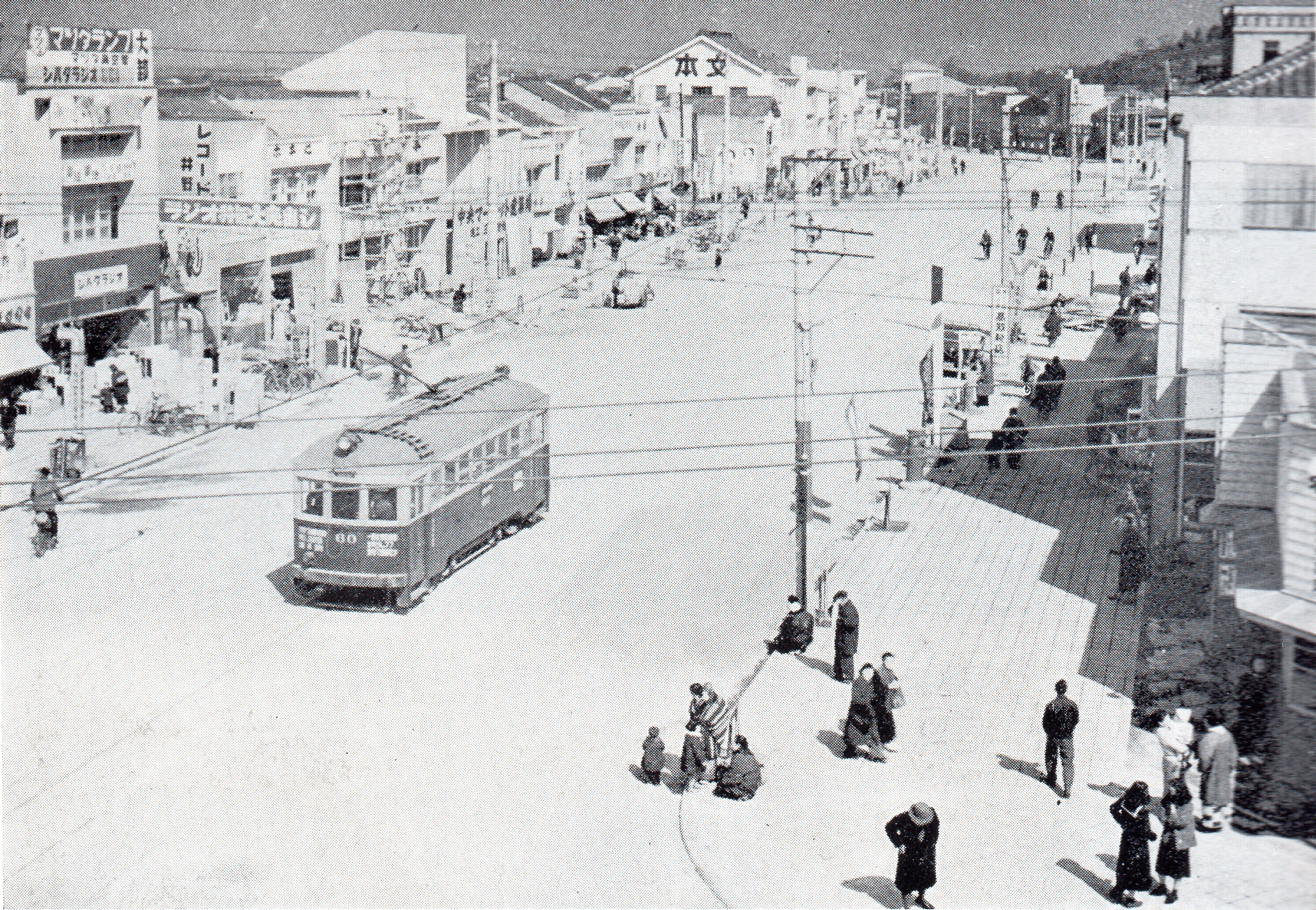
戦後復興した中心市街地（岡崎市本町通1丁目、2丁目）

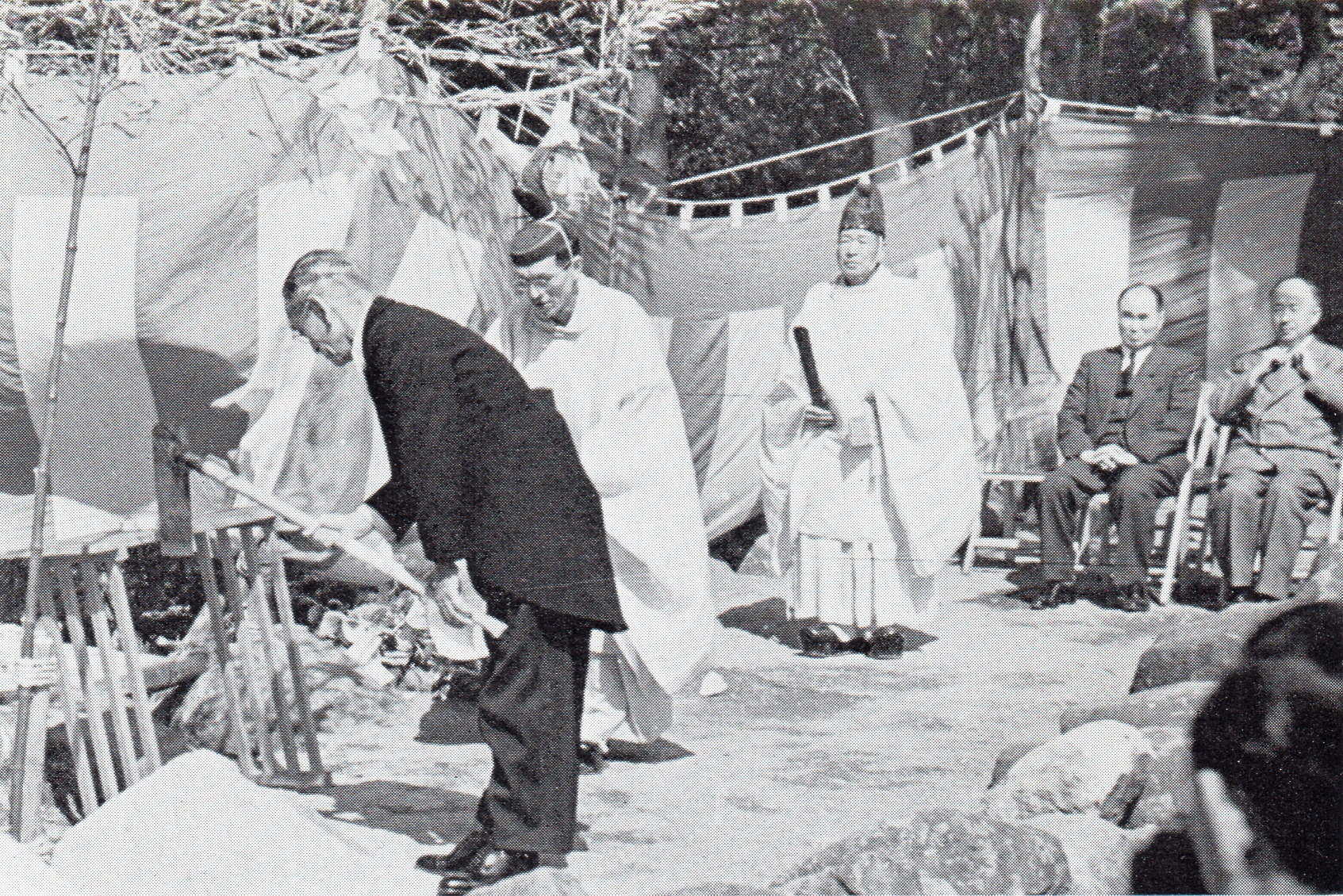
1958年4月10日、岡崎城の復元に着手した。地鎮祭で鍬入れを行う竹内京治。

新聞社の経営にあたる一方で政界に進出。1920年（大正9年）9月3日から1924年（大正13年）9月2日、1928年（昭和3年）10月5日から1932年（昭和7年）10月4日までの2期8年、岡崎市会議員として市政に参画した。1928年10月15日から1930年（昭和5年）10月29日まで市会議長を務めた。
また、1923年（大正12年）9月25日に行われた愛知県会議員選挙に無所属で出馬し初当選。翌1924年2月、政友会に入党。1927年（昭和2年）の県議選では民政党の菅野経三郎に敗れ、定数が1から2に増えた1931年（昭和6年）の選挙でも千賀康治と菅野に敗れた。
1946年（昭和21年）1月4日、連合国最高司令官は「好ましからざる人物の公職からの除去」を政府に指示。公職追放は中央より地方に漸次拡大した。1947年（昭和22年）2月25日、岡崎市にも公職適否審査委員会が設置され、以後4年の間に116人が覚書該当者と判定された。大正期から新聞社の社長を長く務めていた竹内が公職追放を免れたのは、実に「発行部数3万以下の地方新聞は適用除外」とする規定があったためであった。

### 岡崎市長に就任
1947年（昭和22年）4月5日に行われた第1回公選岡崎市長選挙に出馬。志賀重昂の長男の志賀富士男、元岡崎市長の本多敏樹ら3人の候補を破り初当選した。
1951年（昭和26年）3月31日、任期満了を前にした竹内は臨時市議会で、戦災復興と財政・地方自治制の確立、愛知学芸大学（現・愛知教育大学）誘致問題等を回顧し、4年間の議会の協力を感謝しつつ退任の挨拶をする。ところが引き続いて開かれた全員協議会で次期市長の推薦が満場一致で決定され、同年4月、無投票で再選を果たす。
1955年（昭和30年）2月1日、岩津町、福岡町、本宿村、山中村、藤川村、竜谷村、河合村、常磐村の周辺8町村の合併を、4月1日には矢作町の合併を実現する。4月30日の市長選で、元衆議院議員の千賀康治、岩津農商学校創立者の足立一平らとの激戦を制し3選。同年6月、太田光二の義弟の浅岡齋を助役に抜擢。
1958年（昭和33年）、岡崎城の復元に着手。設計を城戸久に依頼。4月10日に地鎮祭を行い、工事は8月29日から開始した。

### 1959年岡崎市長選挙

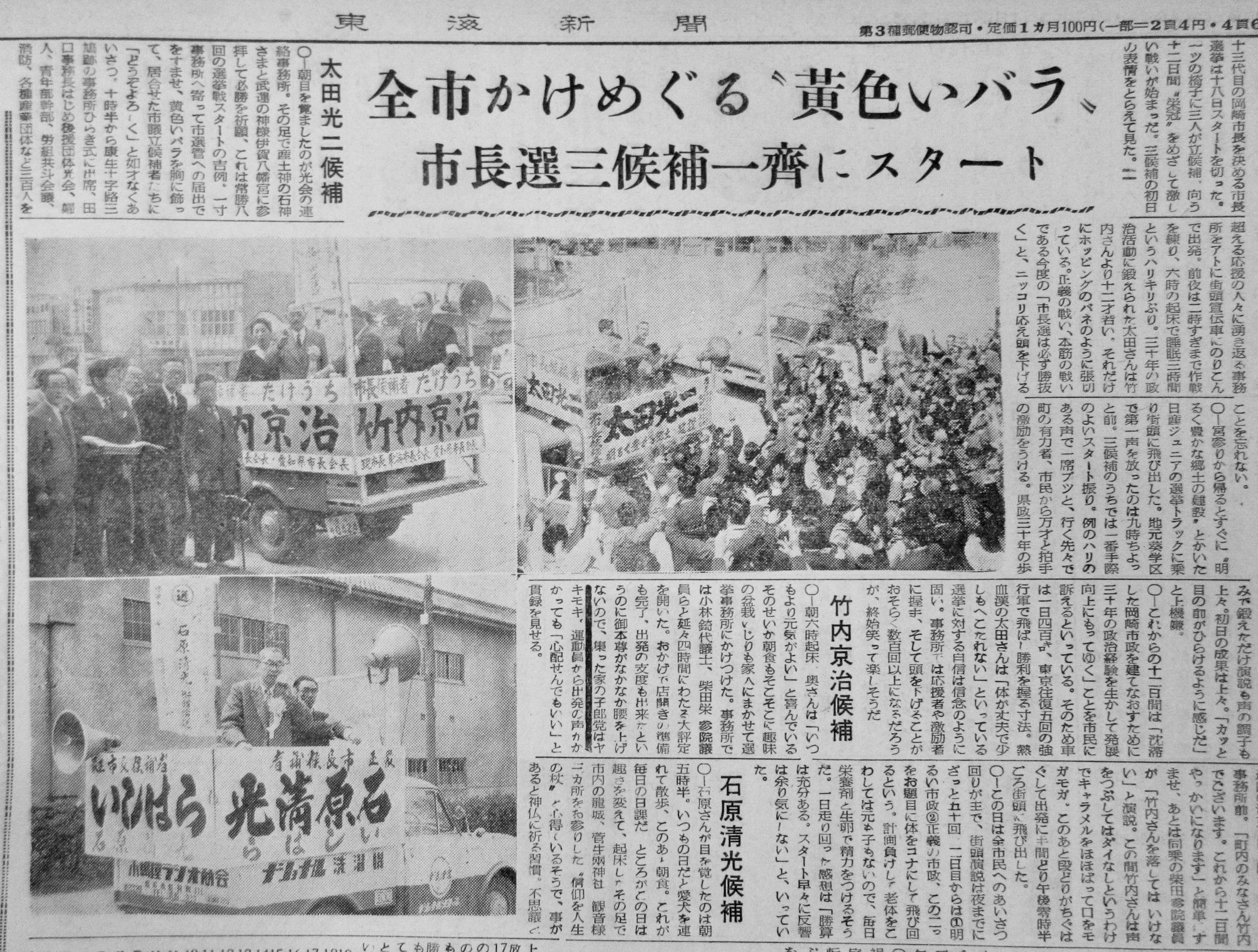
1959年の岡崎市長選挙を報じる『東海新聞』の記事。

竹内の3期勇退は衆目の認めるところであった。しかし1958年（昭和33年）9月16日、太田光二県議が市長選に出馬する旨のスクープ記事が新聞に掲載されると、竹内4選のための推薦母体「愛市連盟」が結成され状況は一変する。同団体の発案者は愛知新聞社主の内田喜久と言われており、会長職には前市議会議長の小柳金蔵が就いた。東海金属工業社長の大竹庄二も竹内を支持した一人であった。市議26名から候補者の調整一本化を目指した居中調停の申し出があるも、これを斥け10月25日に正式に出馬を表明した。「前年衆院選の太田一夫君二万八千、小林錡さん一万六千、合せて四万四千票、加えて現役十二年の実績の強味」と「市長選のライバルだった千賀康治、足立一平両君の急死」が竹内をして四選出馬に向かわせたのだろうと、東海新聞社社長の榊原金之助は政情を分析した。
1959年（昭和34年）2月1日投票の愛知県知事選挙に日本社会党は元秋田県知事の磯部巌を擁立。竹内派も太田派も矛を収め、ともに現職の桑原幹根の応援に入った。一時的に呉越同舟となった同年1月のある夜、岡崎商工会議所会頭の田口宗平、岡崎陸運社長の林茂、前述の大竹庄二らは誘い合わせて竹内の自宅を訪ねた。大竹は愛市連盟の中心人物でありながら次第に太田派の林と気脈を通じるようになり、調停役を買って出た。3人が円満退陣をもちかけると、酒の入っていた竹内は大竹に「最初に4選をすすめた君が、今になって、やめよとは何事だ」と詰め寄り二人の間で激論が始まった。結局、この三者勧告も不調に終わった。
同年2月19日には倉知桂太郎県議会議長、浦野幸男県議らが市役所を訪れ、6月に行われる参院選愛知県選挙区に自民党公認候補として出馬する考えはないかと打診。竹内は翌日、「私は市政の現状予備将来に対して信ずるところがあって四度市長選に出ることを決心しているので、せっかくながら自民党県連のお申入れは受諾できない」と回答した。岡崎商工会議所会頭の田口宗平、市議会議長の安藤平一、副議長の加藤錫太郎、実業家の大竹庄二、林茂ら各界有力者5名は、4月17日付の『東海新聞』に、前年暮れから調整一本化工作を行い続けたが不調に終わった旨の声明書を発表した。
同年4月30日、岡崎を二分した市長選の投票が実施される。竹内は3,300票余りの小差で落選。
1961年（昭和36年）7月1日、岡崎市名誉市民に推挙。同年11月、藍綬褒章受章。1964年（昭和39年）11月、勲五等双光旭日章受章。1966年（昭和41年）12月11日、肺気腫により市内康生通西4丁目の自宅で死去。死の2か月ほど前、旧知の新聞記者が家を訪ねたとき、「俺は一生涯貧乏につきまとわれたよ」と語ったという。78歳没。